# Heptathlon aux championnats du monde d'athlétisme 2022
Pour des articles plus généraux, voir Championnats du monde d'athlétisme 2022 et Épreuves combinées aux championnats du monde d'athlétisme.
Navigation
Doha 2019 Budapest 2023
Le concours de l'heptathlon des championnats du monde de 2022 se déroule les 17 et 18 juillet 2022 au sein du stade Hayward Field à Eugene, aux États-Unis.

## Mimimas de qualification
Le minima de qualification est fixé à 6 420 points, la période de qualification est comprise entre le 27 décembre 2020 et le 26 juin 2022.

## Résultats

### Classement final
Classement après 7 épreuves :
| Rang               | Athlète                   | Pays        | 100 m h. | Hauteur | Poids   | 200 m   | Longueur | Javelot | 800 m         | Total     | Notes |
| ------------------ | ------------------------- | ----------- | -------- | ------- | ------- | ------- | -------- | ------- | ------------- | --------- | ----- |
| Médaille d'or      | Nafissatou Thiam          | Belgique    | 13 s 21  | 1,95 m  | 15,03 m | 24 s 39 | 6,59 m   | 53,01 m | 2 min 13 s 00 | 6 947 pts | WL    |
| Médaille d'argent  | Anouk Vetter              | Pays-Bas    | 13 s 30  | 1,80 m  | 16,25 m | 23 s 73 | 6,52 m   | 58,29 m | 2 min 20 s 09 | 6 867 pts | NR    |
| Médaille de bronze | Anna Hall                 | États-Unis  | 13 s 20  | 1,86 m  | 13,67 m | 23 s 08 | 6,39 m   | 45,75 m | 2 min 06 s 67 | 6 755 pts | PB    |
| 4                  | Adrianna Sułek            | Pologne     | 13 s 28  | 1,89 m  | 14,13 m | 23 s 77 | 6,43 m   | 41,63 m | 2 min 07 s 18 | 6 672 pts | NR    |
| 5                  | Noor Vidts                | Belgique    | 13 s 20  | 1,83 m  | 14,43 m | 23 s 92 | 6,33 m   | 41,62 m | 2 min 08 s 50 | 6 559 pts | SB    |
| 6                  | Annik Kälin               | Suisse      | 13 s 17  | 1,74 m  | 13,71 m | 24 s 05 | 6,56 m   | 48,25 m | 2 min 17 s 49 | 6 464 pts | NR    |
| 7                  | Emma Oosterwegel          | Pays-Bas    | 13 s 44  | 1,77 m  | 14,40 m | 24 s 43 | 5,95 m   | 54,03 m | 2 min 13 s 97 | 6 440 pts | SB    |
| 8                  | Katarina Johnson-Thompson | Royaume-Uni | 13 s 55  | 1,83 m  | 12,92 m | 23 s 62 | 6,28 m   | 39,18 m | 2 min 19 s 16 | 6 222 pts | SB    |
| 9                  | Claudia Conte             | Espagne     | 13 s 65  | 1,86 m  | 12,46 m | 24 s 77 | 6,00 m   | 44,69 m | 2 min 14 s 14 | 6 194 pts | PB    |
| 10                 | Paulina Ligarska          | Pologne     | 14 s 19  | 1,77 m  | 14,08 m | 24 s 65 | 5,88 m   | 45,89 m | 2 min 15 s 36 | 6 093 pts |       |
| 11                 | Ashtin Zamzow-Mahler      | États-Unis  | 13 s 47  | 1,77 m  | 12,99 m | 25 s 15 | 5,69 m   | 48,41 m | 2 min 22 s 28 | 5 974 pts |       |
| 12                 | Michelle Atherley         | États-Unis  | 13 s 12  | 1,71 m  | 12,56 m | 23 s 97 | 6,00 m   | 32,33 m | 2 min 12 s 16 | 5 959 pts |       |
|                    | Kendell Williams          | États-Unis  | 13 s 54  | 1,71 m  | 12,71 m | 25 s 27 | 5,59 m   | 43,80 m | DNS           | DNF       |       |
|                    | Sophie Weissenberg        | Allemagne   | 13 s 51  | 1,74 m  | 13,57 m | 24 s 06 | NM       | DNS     |               | DNF       |       |
|                    | Xénia Krizsán             | Hongrie     | 13 s 46  | 1,74 m  | 14,08 m | 24 s 82 | NM       | DNS     |               | DNF       |       |

### Résultats par épreuves

#### 100 mètres haies
| 100 mètres haies | 100 mètres haies | 100 mètres haies          | 100 mètres haies | 100 mètres haies | 100 mètres haies | 100 mètres haies |
| Rang             | Série            | Athlète                   | Nationalité      | Résultat         | Points           | Notes            |
| ---------------- | ---------------- | ------------------------- | ---------------- | ---------------- | ---------------- | ---------------- |
| 1                | 2                | Michelle Atherley         | États-Unis       | 13 s 12          | 1106             |                  |
| 2                | 2                | Annik Kälin               | Suisse           | 13 s 17          | 1099             | PB               |
| 3                | 2                | Anna Hall                 | États-Unis       | 13 s 20          | 1094             |                  |
| 4                | 2                | Noor Vidts                | Belgique         | 13 s 20          | 1094             | SB               |
| 5                | 1                | Nafissatou Thiam          | Belgique         | 13 s 21          | 1093             | PB               |
| 6                | 2                | Adrianna Sułek            | Pologne          | 13 s 28          | 1083             |                  |
| 7                | 2                | Anouk Vetter              | Pays-Bas         | 13 s 30          | 1080             |                  |
| 8                | 1                | Emma Oosterwegel          | Pays-Bas         | 13 s 44          | 1059             | SB               |
| 9                | 2                | Xénia Krizsán             | Hongrie          | 13 s 46          | 1056             |                  |
| 10               | 1                | Ashtin Zamzow-Mahler      | États-Unis       | 13 s 47          | 1055             | SB               |
| 11               | 1                | Sophie Weissenberg        | Allemagne        | 13 s 51          | 1049             | PB               |
| 12               | 2                | Kendell Williams          | États-Unis       | 13 s 54          | 1044             |                  |
| 13               | 1                | Katarina Johnson-Thompson | Royaume-Uni      | 13 s 55          | 1043             | SB               |
| 14               | 1                | Claudia Conte             | Espagne          | 13 s 65          | 1028             | PB               |
| 15               | 1                | Paulina Ligarska          | Pologne          | 14 s 19          | 952              |                  |
| —                | 1                | Odile Ahouanwanou         | Bénin            | DNS              | DNS              | DNS              |

#### Saut en hauteur
| Saut en hauteur | Saut en hauteur | Saut en hauteur           | Saut en hauteur | Saut en hauteur | Saut en hauteur | Saut en hauteur | Saut en hauteur | Saut en hauteur | Saut en hauteur | Saut en hauteur | Saut en hauteur | Saut en hauteur | Saut en hauteur | Saut en hauteur | Saut en hauteur | Saut en hauteur | Saut en hauteur | Saut en hauteur | Saut en hauteur | Saut en hauteur | Saut en hauteur | Saut en hauteur |
| Rang            | Groupe          | Athlète                   | Nationalité     | 1,59            | 1,62            | 1,65            | 1,68            | 1,71            | 1,74            | 1,77            | 1,80            | 1,83            | 1,86            | 1,89            | 1,92            | 1,95            | 1,98            | Résultat        | Points          | Notes           | Classement      | Classement      |
| Rang            | Groupe          | Athlète                   | Nationalité     | 1,59            | 1,62            | 1,65            | 1,68            | 1,71            | 1,74            | 1,77            | 1,80            | 1,83            | 1,86            | 1,89            | 1,92            | 1,95            | 1,98            | Résultat        | Points          | Notes           | Points          | Rang            |
| --------------- | --------------- | ------------------------- | --------------- | --------------- | --------------- | --------------- | --------------- | --------------- | --------------- | --------------- | --------------- | --------------- | --------------- | --------------- | --------------- | --------------- | --------------- | --------------- | --------------- | --------------- | --------------- | --------------- |
| 1               | A               | Nafissatou Thiam          | Belgique        | –               | –               | –               | –               | –               | –               | –               | o               | o               | o               | o               | xxo             | o               | xxx             | 1,95 m          | 1171            | =CHB            | 2264            | 1               |
| 2               | A               | Adrianna Sułek            | Pologne         | –               | –               | –               | –               | o               | o               | o               | o               | o               | xo              | xxo             | xxx             |                 |                 | 1,89 m          | 1093            |                 | 2176            | 2               |
| 3               | A               | Anna Hall                 | États-Unis      | –               | –               | –               | o               | o               | o               | o               | o               | xo              | o               | xxx             |                 |                 |                 | 1,86            | 1054            | SB              | 2148            | 3               |
| 3               | A               | Claudia Conte             | Espagne         | –               | –               | –               | –               | o               | o               | o               | o               | o               | xo              | xxx             |                 |                 |                 | 1,86            | 1054            | SB              | 2082            | 5               |
| 5               | A               | Katarina Johnson-Thompson | Royaume-Uni     | –               | –               | –               | –               | –               | o               | o               | o               | o               | xxx             |                 |                 |                 |                 | 1,83 m          | 1016            | SB              | 2059            | 6               |
| 6               | A               | Noor Vidts                | Belgique        | –               | –               | –               | o               | xo              | xo              | xo              | o               | xo              | xxx             |                 |                 |                 |                 | 1,83 m          | 1016            |                 | 2110            | 4               |
| 7               | B               | Anouk Vetter              | Pays-Bas        | –               | –               | o               | o               | o               | o               | xxo             | xo              | xxx             |                 |                 |                 |                 |                 | 1,80 m          | 978             |                 | 2058            | 7               |
| 8               | A               | Ashtin Zamzow-Mahler      | États-Unis      | –               | –               | –               | o               | o               | o               | xo              | xxx             |                 |                 |                 |                 |                 |                 | 1,77 m          | 941             |                 | 1996            | 10              |
| 8               | A               | Paulina Ligarska          | Pologne         | –               | –               | –               | o               | xo              | o               | xo              | xxx             |                 |                 |                 |                 |                 |                 | 1,77 m          | 941             |                 | 1893            | 15              |
| 8               | B               | Emma Oosterwegel          | Pays-Bas        | –               | –               | xxo             | o               | o               | o               | xo              | xxx             |                 |                 |                 |                 |                 |                 | 1,77 m          | 941             | SB              | 2000            | 9               |
| 11              | B               | Sophie Weissenberg        | Allemagne       | –               | –               | –               | –               | o               | o               | xxx             |                 |                 |                 |                 |                 |                 |                 | 1,74 m          | 903             |                 | 1952            | 13              |
| 11              | B               | Annik Kälin               | Suisse          | –               | –               | o               | o               | xo              | o               | xxx             |                 |                 |                 |                 |                 |                 |                 | 1,74 m          | 903             |                 | 2002            | 8               |
| 11              | B               | Xénia Krizsán             | Hongrie         | –               | o               | o               | o               | o               | xo              | xxx             |                 |                 |                 |                 |                 |                 |                 | 1,74 m          | 903             |                 | 1959            | 12              |
| 14              | B               | Michelle Atherley         | États-Unis      | –               | o               | o               | o               | xo              | xxx             |                 |                 |                 |                 |                 |                 |                 |                 | 1,71 m          | 867             |                 | 1973            | 11              |
| 15              | B               | Kendell Williams          | États-Unis      | –               | xo              | o               | xxo             | xxo             | xxx             |                 |                 |                 |                 |                 |                 |                 |                 | 1,71 m          | 867             |                 | 1911            | 14              |
|                 | B               | Odile Ahouanwanou         |                 |                 |                 |                 |                 |                 |                 |                 |                 |                 |                 |                 |                 |                 |                 | DNS             | DNS             | DNS             | DNS             | DNS             |

#### Lancer du poids
| Lancer du poids | Lancer du poids | Lancer du poids           | Lancer du poids | Lancer du poids | Lancer du poids | Lancer du poids | Lancer du poids | Lancer du poids | Lancer du poids | Lancer du poids | Lancer du poids |
| Rang            | Groupe          | Athlète                   | Nationalité     | Essai 1         | Essai 2         | Essai 3         | Résultat        | Points          | Notes           | Classement      | Classement      |
| Rang            | Groupe          | Athlète                   | Nationalité     | Essai 1         | Essai 2         | Essai 3         | Résultat        | Points          | Notes           | Points          | Rang            |
| --------------- | --------------- | ------------------------- | --------------- | --------------- | --------------- | --------------- | --------------- | --------------- | --------------- | --------------- | --------------- |
| 1               | B               | Anouk Vetter              | Pays-Bas        | 14,73 m         | 16,25 m         | 15,42 m         | 16,25 m         | 945             | PB              | 3003            | 2               |
| 2               | B               | Nafissatou Thiam          | Belgique        | 14,33 m         | 14,92 m         | 15,03 m         | 15,03 m         | 863             | SB              | 3127            | 1               |
| 3               | B               | Noor Vidts                | Belgique        | 13,96 m         | 14,05 m         | 14,43 m         | 14,43 m         | 823             | PB              | 2933            | 4               |
| 4               | B               | Emma Oosterwegel          | Pays-Bas        | 13,66 m         | 13,45 m         | 14,40 m         | 14,40 m         | 821             |                 | 2821            | 6               |
| 5               | A               | Adrianna Sułek            | Pologne         | 14,06 m         | 14,11 m         | 14,13 m         | 14,13 m         | 803             | PB              | 2979            | 3               |
| 6               | B               | Paulina Ligarska          | Pologne         | 13,96 m         | 12,68 m         | 14,08 m         | 14,08 m         | 799             |                 | 2692            | 13              |
| 7               | B               | Xénia Krizsán             | Hongrie         | 13,79 m         | 14,08 m         | 13,95 m         | 14,08 m         | 799             | SB              | 2758            | 10              |
| 8               | A               | Annik Kälin               | Suisse          | 13,71 m         | 13,43 m         | 12,61 m         | 13,71 m         | 775             |                 | 2777            | 8               |
| 9               | A               | Anna Hall                 | États-Unis      | 13,67 m         | 13,40 m         | 13,56 m         | 13,67 m         | 772             | PB              | 2920            | 5               |
| 10              | A               | Sophie Weissenberg        | Allemagne       | 13,57 m         | x               | x               | 13,57 m         | 765             |                 | 2717            | 12              |
| 11              | A               | Ashtin Zamzow-Mahler      | États-Unis      | x               | 12,52 m         | 12,99 m         | 12,99 m         | 727             |                 | 2723            | 11              |
| 12              | A               | Katarina Johnson-Thompson | Royaume-Uni     | 12,65 m         | 12,74 m         | 12,92 m         | 12,92 m         | 722             |                 | 2781            | 7               |
| 13              | A               | Kendell Williams          | États-Unis      | x               | 12,50 m         | 12,71 m         | 12,71 m         | 708             |                 | 2619            | 15              |
| 14              | A               | Michelle Atherley         | États-Unis      | 11,57 m         | 11,64 m         | 12,56 m         | 12,56 m         | 698             |                 | 2671            | 14              |
| 15              | A               | Claudia Conte             | Espagne         | 11,78 m         | 12,07 m         | 12,46 m         | 12,46 m         | 692             |                 | 2774            | 9               |
| —               |                 | Odile Ahouanwanou         | Bénin           | DNS             | DNS             | DNS             | DNS             | DNS             | DNS             | DNS             | DNS             |

#### 200 mètres
| 200 mètres | 200 mètres | 200 mètres                | 200 mètres  | 200 mètres | 200 mètres | 200 mètres | 200 mètres | 200 mètres |
| Rang       | Série      | Athlète                   | Nationalité | Résultat   | Points     | Notes      | Classement | Classement |
| Rang       | Série      | Athlète                   | Nationalité | Résultat   | Points     | Notes      | Points     | Rang       |
| ---------- | ---------- | ------------------------- | ----------- | ---------- | ---------- | ---------- | ---------- | ---------- |
| 1          | 1          | Anna Hall                 | États-Unis  | 23 s 08    | 1071       | PB         | 3991       | 3          |
| 2          | 2          | Katarina Johnson-Thompson | Royaume-Uni | 23 s 62    | 1017       |            | 3798       | 6          |
| 3          | 2          | Anouk Vetter              | Pays-Bas    | 23 s 73    | 1007       | SB         | 4010       | 2          |
| 4          | 2          | Adrianna Sułek            | Pologne     | 23 s 77    | 1003       | PB         | 3982       | 4          |
| 5          | 2          | Noor Vidts                | Belgique    | 23 s 92    | 988        | SB         | 3921       | 5          |
| 6          | 2          | Michelle Atherley         | États-Unis  | 23 s 97    | 984        |            | 3655       | 12         |
| 7          | 1          | Annik Kälin               | Suisse      | 24 s 05    | 976        |            | 3753       | 8          |
| 8          | 2          | Sophie Weissenberg        | Allemagne   | 24 s 06    | 975        |            | 3692       | 9          |
| 9          | 1          | Nafissatou Thiam          | Belgique    | 24 s 39    | 944        |            | 4071       | 1          |
| 10         | 1          | Emma Oosterwegel          | Pays-Bas    | 24 s 43    | 940        | SB         | 3761       | 7          |
| 11         | 1          | Paulina Ligarska          | Pologne     | 24 s 65    | 919        | PB         | 3611       | 13         |
| 12         | 1          | Claudia Conte             | Espagne     | 24 s 77    | 908        | PB         | 3682       | 10         |
| 13         | 1          | Xénia Krizsán             | Hongrie     | 24 s 82    | 903        |            | 3661       | 11         |
| 14         | 1          | Ashtin Zamzow-Mahler      | États-Unis  | 25 s 15    | 873        |            | 3596       | 14         |
| 15         | 2          | Kendell Williams          | États-Unis  | 25 s 27    | 862        |            | 3481       | 15         |
| —          | —          | Odile Ahouanwanou         | Bénin       | DNS        | DNS        | DNS        | DNS        | DNS        |

#### Saut en longueur
| Saut en longueur | Saut en longueur          | Saut en longueur | Saut en longueur | Saut en longueur | Saut en longueur | Saut en longueur | Saut en longueur | Saut en longueur | Saut en longueur | Saut en longueur |
| Rang             | Athlète                   | Nationalité      | Essai 1          | Essai 2          | Essai 3          | Résultat         | Points           | Notes            | Classement       | Classement       |
| Rang             | Athlète                   | Nationalité      | Essai 1          | Essai 2          | Essai 3          | Résultat         | Points           | Notes            | Points           | Rang             |
| ---------------- | ------------------------- | ---------------- | ---------------- | ---------------- | ---------------- | ---------------- | ---------------- | ---------------- | ---------------- | ---------------- |
| 1                | Nafissatou Thiam          | Belgique         | 6,49 m           | x                | 6,59 m           | 6,59 m           | 1036             |                  | 5107             | 1                |
| 2                | Annik Kälin               | Suisse           | 6,56 m           | x                | x                | 6,56 m           | 1027             |                  | 4780             | 6                |
| 3                | Anouk Vetter              | Pays-Bas         | x                | 6,17 m           | 6,52 m           | 6,52 m           | 1014             | PB               | 5024             | 2                |
| 4                | Adrianna Sułek            | Pologne          | 6,07 m           | x                | 6,43 m           | 6,43 m           | 985              | PB               | 4967             | 3                |
| 5                | Anna Hall                 | États-Unis       | 6,02 m           | 6,31 m           | 6,39 m           | 6,39 m           | 972              |                  | 4963             | 4                |
| 6                | Noor Vidts                | Belgique         | 6,07 m           | 6,33 m           | x                | 6,33 m           | 953              |                  | 4874             | 5                |
| 7                | Katarina Johnson-Thompson | Royaume-Uni      | 6,28 m           | x                | x                | 6,28 m           | 937              |                  | 4735             | 7                |
| 8                | Claudia Conte             | Espagne          | 6,00 m           | x                | 5,91 m           | 6,00 m           | 850              |                  | 4532             | 9                |
| 9                | Michelle Atherley         | États-Unis       | 5,68 m           | 6,00 m           | 5,82 m           | 6,00 m           | 850              |                  | 4505             | 10               |
| 10               | Emma Oosterwegel          | Pays-Bas         | 5,95 m           | x                | 5,87 m           | 5,95 m           | 834              |                  | 4595             | 8                |
| 11               | Paulina Ligarska          | Pologne          | 5,88 m           | x                | x                | 5,88 m           | 813              |                  | 4424             | 11               |
| 12               | Ashtin Zamzow-Mahler      | États-Unis       | x                | 5,59 m           | x                | 5,59 m           | 726              |                  | 4352             | 12               |
| 12               | Kendell Williams          | États-Unis       | x                | 5,59 m           | x                | 5,59 m           | 726              |                  | 4207             | 13               |
| 14               | Sophie Weissenberg        | Allemagne        | x                | x                | x                | NM               | 0                |                  | 3692             | 14               |
| 15               | Xénia Krizsán             | Hongrie          | x                | x                | x                | NM               | 0                |                  | 3661             | 15               |
| —                | Odile Ahouanwanou         | Bénin            |                  |                  |                  | DNS              | DNS              | DNS              | DNS              | DNS              |

#### Lancer du javelot
| Lancer du javelot | Lancer du javelot         | Lancer du javelot | Lancer du javelot | Lancer du javelot | Lancer du javelot | Lancer du javelot | Lancer du javelot | Lancer du javelot | Lancer du javelot | Lancer du javelot |
| Rang              | Athlète                   | Nationalité       | Lancer            | Lancer            | Lancer            | Résultat          | Points            | Notes             | Classement        | Classement        |
| Rang              | Athlète                   | Nationalité       | 1                 | 2                 | 3                 | Résultat          | Points            | Notes             | Points            | Rang              |
| ----------------- | ------------------------- | ----------------- | ----------------- | ----------------- | ----------------- | ----------------- | ----------------- | ----------------- | ----------------- | ----------------- |
| 1                 | Anouk Vetter              | Pays-Bas          | 53,89 m           | 58,29 m           | 50,56 m           | 58,29 m           | 1021              |                   | 6045              | 1                 |
| 2                 | Emma Oosterwegel          | Pays-Bas          | 54,03 m           | 50,94 m           | 51,11 m           | 54,03 m           | 938               | SB                | 5533              | 7                 |
| 3                 | Nafissatou Thiam          | Belgique          | 51,22 m           | 50,76 m           | 53,01 m           | 53,01 m           | 919               | SB                | 6026              | 2                 |
| 4                 | Ashtin Zamzow-Mahler      | États-Unis        | x                 | 48,41 m           | 47,84 m           | 48,41 m           | 829               |                   | 5181              | 11                |
| 5                 | Annik Kälin               | Suisse            | 48,25 m           | x                 | 47,03 m           | 48,25 m           | 826               |                   | 5606              | 5                 |
| 6                 | Paulina Ligarska          | Pologne           | 43,73 m           | 42,32 m           | 45,89 m           | 45,89 m           | 781               |                   | 5205              | 10                |
| 7                 | Anna Hall                 | États-Unis        | 42,85 m           | 45,75 m           | x                 | 45,75 m           | 778               | PB                | 5741              | 3                 |
| 8                 | Claudia Conte             | Espagne           | 41,60 m           | 44,26 m           | 44,69 m           | 44,69 m           | 757               |                   | 5289              | 9                 |
| 9                 | Kendell Williams          | États-Unis        | 42,49 m           | x                 | 43,80 m           | 43,80 m           | 740               | SB                | 4947              | 13                |
| 10                | Adrianna Sułek            | Pologne           | 38,16 m           | 40,55 m           | 41,63 m           | 41,63 m           | 699               | SB                | 5666              | 4                 |
| 11                | Noor Vidts                | Belgique          | 37,99 m           | 41,62 m           | 39,77 m           | 41,62 m           | 698               | SB                | 5572              | 6                 |
| 12                | Katarina Johnson-Thompson | Royaume-Uni       | 38,93 m           | 39,18 m           | x                 | 39,18 m           | 652               |                   | 5387              | 8                 |
| 13                | Michelle Atherley         | États-Unis        | 27,53 m           | 26,32 m           | 32,33 m           | 32,33 m           | 521               |                   | 5026              | 12                |
| 14                | Sophie Weissenberg        | Allemagne         |                   |                   |                   | DNS               | DNF               | DNF               | DNF               | DNF               |
| 15                | Xénia Krizsán             | Hongrie           |                   |                   |                   | DNS               | DNF               | DNF               | DNF               | DNF               |
| 16                | Odile Ahouanwanou         | Bénin             |                   |                   |                   |                   | DNS               | DNS               | DNS               | DNS               |

#### 800 mètres
| 1  | Anna Hall                 | États-Unis  | 2 min 6 s 67  | 1014 |    | 6755 | 3   |
| 2  | Adrianna Sułek            | Pologne     | 2 min 7 s 18  | 1006 | PB | 6672 | 4   |
| 3  | Noor Vidts                | Belgique    | 2 min 8 s 50  | 987  | PB | 6559 | 5   |
| 4  | Michelle Atherley         | États-Unis  | 2 min 12 s 16 | 933  |    | 5959 | 12  |
| 5  | Nafissatou Thiam          | Belgique    | 2 min 13 s 00 | 921  | PB | 6947 | 1   |
| 6  | Emma Oosterwegel          | Pays-Bas    | 2 min 13 s 97 | 907  | SB | 6440 | 7   |
| 7  | Claudia Conte             | Espagne     | 2 min 14 s 14 | 905  |    | 6194 | 9   |
| 8  | Paulina Ligarska          | Pologne     | 2 min 15 s 36 | 888  |    | 6093 | 10  |
| 9  | Annik Kälin               | Suisse      | 2 min 17 s 49 | 858  | SB | 6464 | 6   |
| 10 | Katarina Johnson-Thompson | Royaume-Uni | 2 min 19 s 16 | 835  | SB | 6222 | 8   |
| 11 | Anouk Vetter              | Pays-Bas    | 2 min 20 s 09 | 822  | SB | 6867 | 2   |
| 12 | Ashtin Zamzow-Mahler      | États-Unis  | 2 min 22 s 28 | 793  |    | 5974 | 11  |
| —  | Kendell Williams          | États-Unis  | DNS           | DNS  |    | DNF  | DNF |
| —  | Sophie Weissenberg        | Allemagne   | DNS           | DNS  |    | DNF  | DNF |
| —  | Xénia Krizsán             | Hongrie     | DNS           | DNS  |    | DNF  | DNF |
| —  | Odile Ahouanwanou         | Bénin       |               |      |    | DNS  | DNS |

### Légende
Records et Performances
- AR : Record continental (area record)
- CR : Record des championnats (championship record)
- MR : Record du meeting (meet record)
- NR : Record national (national record)
- OR : Record olympique (olympic record)
- PR : Record paralympique (paralympic record)
- PB : Record personnel (personal best)
- SB : Meilleure performance personnelle de la saison (season's best)
- WL : Meilleure performance mondiale de l'année (world leader)
- WJR : Record du monde junior (world junior record)
- WR : Record du monde (world record)

Circonstances et Conditions
- DNF : N'a pas terminé (did not finish)
- DNS : N'a pas pris le départ (did not start)
- DQ : Disqualification (disqualification)
- NM : Aucun essai valable enregistré (No Mark)
- Q : Qualifié « directement » au prochain tour (ou à la prochaine compétition), lors d'une compétition majeure, grâce au classement ou à la réalisation des minima (automatic qualifier)
- q : Qualifié au prochain tour (ou à la prochaine compétition), lors d'une compétition majeure, grâce au repêchage ou à la réalisation de l'une des meilleures performances parmi celles des « non qualifiés directement » (grâce au meilleur temps ou à la meilleure distance par exemple) (secondary qualifier)